# إقليم سوثلاند
إقليم سوثلاند (بالإنجليزية: Southland Region) هو أقليم في نيوزيلندا، بلغ عدد سكانه 102,600 نسمة وذلك حسب إحصائيات سنة 2020، عاصمته إنفركارجل، تبلغ مساحته 34,347 كيلومتر مربع.

## الموقع
يشترك في الحدود مع:
- أوتاغو
  - إقليم الساحل الغربي.

## التقسيمات الإدارية
- Southland District [الإنجليزية]‏
- Gore District, New Zealand [الإنجليزية]‏
- Invercargill City  [لغات أخرى]‏.